# دولوريس غالاردو
دولوريس غالاردو (بالإسبانية: Lola Gallardo)‏ (10 يونيو 1993 بإشبيلية في إسبانيا - ) هي لاعبة كرة قدم إسبانية في مركز حراسة المرمى. شاركت مع منتخب إسبانيا لكرة القدم للسيدات. أما مع النوادي، فقد لعبت مع أتلتيكو مدريد للسيدات وأتلتيكو مدريد وريال مدريد ونادي إشبيلية للسيدات.

## وصلات خارجية
- دولوريس غالاردو على موقع الاتحاد الدولي (مؤرشف)  (الإنجليزية)
- دولوريس غالاردو على موقع الاتحاد الأوربي (الإنجليزية)
- دولوريس غالاردو على موقع قاعدة بيانات كرة القدم.إي يو (الإنجليزية)
- دولوريس غالاردو على موقع Soccerway.com (الإنجليزية)
- دولوريس غالاردو على موقع عالم كرة القدم.نت (الإنجليزية)